# 巴尔德拉卡萨
巴尔德拉卡萨，是西班牙卡斯蒂利亚-莱昂萨拉曼卡省的一个市镇。 总面积8平方公里，总人口318人（2001年），人口密度40人/平方公里。